# Індекс Робіна Гуда

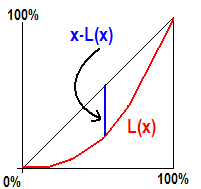

Індекс Робіна Гуда (англ. Robin Hood index; також відомий як індекс Гувера та індекс Шутца) — інтегрований показник розподілу доходів, обраховується як сума сукупного доходу громади, яка повинна мала бути перерозподілена між багатою та бідною половинами населення для зрівняння їх доходів. Є одним із найпростіших індексів нерівності, що використовуються в економетриці.
Графічно може бути представлений як найдовша вертикальна відстань між кривою Лоренца (сукупною частиною загального доходу), що знаходиться нижче певного процентиля доходу, та лінії 45°, яка представляє ідеальну рівність доходів.

## Розрахунок
Нехай {\displaystyle x_{i}} є доходом {\displaystyle i}-ї особи, а {\displaystyle {\bar {x}}} є середнім доходом. Тоді інденкс {\displaystyle H} може бути обрахований як:
{\displaystyle H={\frac {1}{2}}{\frac {\sum _{i}|x_{i}-{\bar {x}}|}{\sum _{i}x_{i}}}.}